# Džon Forbs Neš
Džon Forbs Neš mlađi (engl. John Forbes Nash, Jr.; Blufild, Zapadna Virdžinija, 13. juna 1928 — 23. maj 2015) bio je američki matematičar koji se bavio teorijom igara, diferencijalnom geometrijom i delom diferencijalnim jednačinama, kao viši istraživač matematičar na Univerzitetu Prinston. Dobitnik je Nobelove nagrade za ekonomiju 1994. godine.
Pokazivao je znakove shizofrenije 1958. Prijavljen je u Meklin bolnicu 1959. godine, gde je dijagnostikovana paranoidna shizofrenija sa depresijom i slabim samopoštovanjem. Vratio se na Prinston 1960. godine. Prestao je da pije antipsihotične tablete 1970. godine svojom voljom, i nikada više nije pokazivao znakove te bolesti, uz podršku svoje supruge Alicije. O njemu je snimljen film Blistavi um. Po njemu je nazvan Nešov ekvilibrijum. Dobio je 2015. godine Abelovu nagradu.
Džon Neš i njegova supruga Alicija poginuli su u saobraćajnoj nesreći u Nju Džerziju 23. maja 2015. godine, kada je taksi u kom su se vozili udario drugi automobil.

## Rani život i obrazovanje
Džon Forbs Neš mlađi je rođen 13. juna 1928. u Blufildu u Zapadnoj Virdžiniji. Njegov otac i imenjak, Džon Forbs Neš stariji, bio je inženjer elektrotehnike u Appalachian Electric Power Company. Njegova majka, Margaret Virdžinija (rođena Martin) Neš, bila je učiteljica pre nego što se udala. Kršten je u episkopskoj crkvi. Imao je mlađu sestru Martu (rođena 16. novembra 1930).
Neš je pohađao obdanište i javnu školu, i učio je iz knjiga koje su mu dali roditelji, i baba i deda. Nešovi roditelji su tražili mogućnosti da dopune obrazovanje svog sina i dogovorili da on pohađa napredne kurseve matematike na koledžu u lokalnoj zajednici tokom poslednje godine srednje škole. Pohađao je Karnegijev tehnološki institut (koji je kasnije postao Univerzitet Karnegi Melon) kroz punu upotrebu stipendije Džordža Vestinghausa, u početku se bavio hemijskim inženjeringom. Prešao je na hemiju i na kraju, po savetu svog učitelja Džona Lajtona Sindža, na matematiku. Nakon diplomiranja 1948. godine, sa oba B.S. i M.S. u matematici, Neš je prihvatio stipendiju na Prinston univerziteta, gde je nastavio dalje postdiplomske studije iz matematike i nauka.
Nešov savetnik i bivši Karnegijev profesor Ričard Dafin napisao je pismo preporuke za Nešov prijem na Prinston u kojem je naveo: „On je matematički genije“. Neš je takođe primljen na Univerzitet Harvard. Međutim, predsednik odeljenja za matematiku na Prinstonu, Solomon Lefšec, ponudio mu je stipendiju Džona S. Kenedija, ubeđujući Neša da ga Prinston više ceni. Dalje, smatrao je Prinston povoljnijim zbog njegove blizine njegovoj porodici u Blufildu. Na Prinstonu je započeo rad na svojoj teoriji ravnoteže, kasnije poznatoj kao Nešova ravnoteža.

## Glavni doprinosi

### Teorija igara
Neš je doktorirao 1950. godine sa disertacijom od 28 stranica o nekooperativnim igrama.
Teza, napisana pod nadzorom doktorskog savetnika Alberta V. Takera, sadržala je definiciju i svojstva Nešove ravnoteže, ključnog koncepta u nekooperativnim igrama. Neš je dobio Nobelovu memorijalnu nagradu za ekonomske nauke 1994.
Publikacije čiji je autor Neš u vezi sa konceptom nalaze se u sledećim radovima:
- Nash, John Forbes (1950). „Equilibrium Points in N-person Games”. Proceedings of the National Academy of Sciences of the United States of America. 36 (1): 48—49. Bibcode:1950PNAS...36...48N. MR 0031701. PMC 1063129 . PMID 16588946. doi:10.1073/pnas.36.1.48 .
- Nash, John Forbes (1950). „The Bargaining Problem” (PDF). Econometrica. Econometric Society. 18 (2): 155—62. JSTOR 1907266. MR 0035977. S2CID 153422092. doi:10.2307/1907266.
- Nash, John Forbes (1951). „Non-cooperative Games”. Annals of Mathematics. Princeton, New Jersey: Princeton University. 54 (2): 286—95. JSTOR 1969529. MR 0043432. doi:10.2307/1969529.
- Nash, John Forbes (1953). „Two-person Cooperative Games” (PDF). Econometrica. Econometric Society. 21 (1): 128—40. JSTOR 1906951. MR 0053471. doi:10.2307/1906951.

### Druga matamatika
Neš je ostvario revolucionarni napredak u oblasti realne algebarske geometrije:
- Nash, John Forbes (1952). „Real algebraic manifolds”. Annals of Mathematics. 56 (3): 405—21. JSTOR 1969649. MR 0050928. doi:10.2307/1969649. See „Proc. Internat. Congr. Math”. AMS. 1952: 516—17.

Njegov rad u oblasti matematike uključuje Nešovu teoremu ugrađivanja, koja pokazuje da se svaka apstraktna Rimanova mnogostrukost može izometrijski realizovati kao podmnogostrukost Euklidovog prostora. Neš je takođe dao značajan doprinos teoriji nelinearnih paraboličkih parcijalnih diferencijalnih jednačina i teoriji singularnosti.
Mihail Leonidovič Gromov piše o Nešovom delu:
Neš je rešavao klasične matematičke probleme, teške probleme, nešto što niko drugi nije mogao da uradi, čak ni da zamisli kako da to uradi. ... Ali ono što je Neš otkrio tokom svojih konstrukcija izometrijskih ugradnji daleko je od 'klasičnog' – to je nešto što dovodi do dramatične promene našeg razumevanja osnovne logike analize i diferencijalne geometrije. Sudeći iz klasične perspektive, ono što je Neš postigao u svojim radovima je nemoguće koliko i priča o njegovom životu ... Njegov rad na izometrijskim uranjanjima ... otvorio je novi svet matematike koji se prostire pred našim očima u još nepoznatim pravcima i još uvek čekaju da budu istraženi.
Džon Milnor daje spisak od 21 publikacije.
U Nešovoj biografiji Prelepi um, autorka Silvija Nasar objašnjava da je Neš radio na dokazivanju Hilbertovog devetnaestog problema, teoreme koja uključuje eliptičke parcijalne diferencijalne jednačine, kada je 1956. godine doživeo ozbiljno razočarenje. Saznao je da je italijanski matematičar Enio de Đorđi objavio dokaz samo nekoliko meseci pre nego što je Neš formulisao svoj. Svaki je krenuo različitim putem da dođe do svojih rešenja. Dvoje matematičara su se upoznala na Kurantovom institutu matematičkih nauka Univerziteta u Njujorku tokom leta 1956. Spekulisalo se da je samo jedan rešio problem, on bi dobio Fildsovu medalju za dokaz.
Godine 2011, Agencija za nacionalnu bezbednost je deklasifikovala pisma koja je Neš napisao 1950-ih, u kojima je predložio novu mašinu za šifrovanje-dešifrovanje. Pisma pokazuju da je Neš predvideo mnoge koncepte moderne kriptografije, koji su zasnovani na računskoj tvrdoći.

## Dokumentarni filmovi i video intervjui
- "A Brilliant Madness" – PBS American Experience documentarni film[19]
- One on One – Professor John Nash sa Riz Khan. Al Jazeera English, 2009-12-05 (part 1 na sajtu , part 2 na sajtu )

## Literatura
- Acocella, Nicola; Di Bartolomeo, Giovanni (2006). „Tinbergen and Theil meet Nash: controllability in policy games” (PDF). Economics Letters. 90 (2): 213—218. doi:10.1016/j.econlet.2005.08.002. hdl:10419/74181. Архивирано из оригинала (PDF) 05. 07. 2017. г. Приступљено 08. 08. 2022.
- Acocella, Nicola; Di Bartolomeo, G.; Piacquadio, P.G. (2009). „'Conflict of interest, (implicit) coalitions and Nash policy games” (PDF). Economics Letters. 105 (3): 303—305. doi:10.1016/j.econlet.2009.08.029. hdl:2078.1/90561. Архивирано из оригинала (PDF) 08. 08. 2017. г. Приступљено 08. 08. 2022.
- Nasar, Sylvia (1998). A Beautiful Mind. New York: Simon and Schuster. ISBN 978-1-4391-2649-3.
- Nasar, Sylvia (2002). „Introduction”.  Ур.: Kuhn, Harold W. The Essential John Nash. Princeton: Princeton University Press. стр. xi—xxv. ISBN 978-0-691-09610-0. JSTOR j.ctt1c3gwz0.
- Siegfried, Tom (2006). A Beautiful Math. Washington, D.C.: Joseph Henry Press. ISBN 978-0-309-10192-9.
- O'Connor, John J.; Robertson, Edmund F. „Džon Forbs Neš”. MacTutor History of Mathematics archive. University of St Andrews.

## Spoljašnje veze
- Nešova ravnoteža: Ne kreći se izvan nje, inače sigurno gubiš (24. maj 2015)
- Džon Forbs Neš на веб-сајту MGP (језик: енглески)
- IDEAS/RePEc
- "Nash Equilibrium" 2002 Slate article by Robert Wright, about Nash's work and world government
- NSA releases Nash Encryption Machine plans Архивирано на веб-сајту  (19. фебруар 2012) to National Cryptologic Museum for public viewing, 2012
- „John F. Nash Jr. (1928–2015)”. The Concise Encyclopedia of Economics. Library of Economics and Liberty (2nd изд.). Liberty Fund. 2016.
- Nash, John (1928–2015) | Rare Books and Special Collections from Princeton's Mudd Library, including a copy of his dissertation (PDF)
- Biography of John Forbes Nash Jr. from the Institute for Operations Research and the Management Sciences
- Džon Forbs Neš на сајту